# Hamotus soror
Hamotus soror är en skalbaggsart som beskrevs av Achille Raffray 1904. Hamotus soror ingår i släktet Hamotus och familjen kortvingar. Inga underarter finns listade i Catalogue of Life.